# Walter Mirabelli (calciatore 1968)
Walter Mirabelli (Cosenza, 17 maggio 1968) è un ex calciatore italiano, di ruolo attaccante.

## Carriera
In carriera ha totalizzato 93 presenze (segnando 11 reti) in Serie B, con Taranto, Como, Ascoli e Cremonese.
Ha segnato complessivamente 136 reti nei campionati professionistici, vincendo la classifica dei cannonieri della Serie C1 1995-1996 con la maglia dell'Ascoli e poi quella della Serie C2 2000-2001 con la Pro Vercelli

## Palmarès

### Club

#### Regionali
- Eccellenza: 1

Sandonà: Eccellenza Veneto 2006-2007

### Individuale
- Capocannoniere della Serie C1: 1

1995-1996 (22 gol)
- Capocannoniere della Serie C2: 1

2000-2001 (23 gol)